# بارانک ایرانی
بارانک ایرانی (نام علمی: Sorbus persica) نام یک گونه از سرده بارانک است.